# Lawrence (Familienname)
Lawrence ist ein von dem englischen männlichen Vornamen Laurence abgeleiteter englischer Familienname und eine englische Form von Laurentius bzw. Lorenz.

## Namensträger

### A
- Aaron Lawrence (* 1970), jamaikanischer Fußballtorhüter
- Abbott Lawrence (1792–1855), US-amerikanischer Politiker
- Albert Lawrence (* 1961), jamaikanischer Leichtathlet
- Alfred Lawrence, 1. Baron Trevethin (1843–1936), britischer Jurist
- Allan Lawrence (Politiker) (1925–2008), kanadischer Politiker
- Allan Lawrence (1930–2017), australischer Leichtathlet
- Amanda Lawrence (* 1971), britische Schauspielerin
- Amos Adams Lawrence (1814–1886), US-amerikanischer Unternehmer und Mäzen
- André Lawrence (* 1939), kanadischer Schauspieler
- Andrea Lawrence (Schauspielerin) (* 1941), englische Schauspielerin
- Andrea Lawrence (Informatikerin) (* 1946), US-amerikanische Informatikerin
- Andrea Mead-Lawrence (1932–2009), US-amerikanische Skirennläuferin
- Andrew Lawrence (Schauspieler) (* 1988), US-amerikanischer Schauspieler
- Andrew Lawrence (Basketballspieler) (* 1990), britischer Basketballspieler
- Andrew Lawrence-King (* 1959), englischer Harfenist und Dirigent
- Andy Lawrence (Musiker) (* 1954), britischer Musiker
- Andy Lawrence (Journalist), Journalist
- Anna Lawrence (* 1972), neuseeländische Hockeyspielerin
- Anthony Lawrence (Journalist) (1912–2013), britischer Journalist und Schriftsteller
- Anthony Lawrence (Drehbuchautor) (1928–2024), US-amerikanischer Drehbuchautor und Schauspieler
- Anthony Lawrence (Basketballspieler) (Anthony Lawrence, Jr.; * 1996) US-amerikanischer Basketballspieler
- Arantes Lawrence, barbadischer Fußballspieler
- Arnie Lawrence (1938–2005), US-amerikanischer Saxophonist, Musikpädagoge und Komponist
- Arnold Walter Lawrence (1900–1991), britischer Klassischer Archäologe
- Ashley Lawrence (Dirigent) (1934–1990), neuseeländischer Dirigent
- Ashley Lawrence (Fußballspielerin) (* 1995), kanadische Fußballspielerin
- Azar Lawrence (* 1952), US-amerikanischer Saxophonist

### B
- Barbara Lawrence (1928–2013), US-amerikanische Schauspielerin
- Barbara Lawrence Schevill (1909–1997), US-amerikanische Zoologin
- Ben Lawrence (Regisseur) (* 1973), australischer Regisseur, Drehbuchautor und Produzent
- Ben St. Lawrence (* 1981), australischer Leichtathlet
- Bill Lawrence (Musiker) (1931–2013), deutsch-amerikanischer Musiker und Komponist
- Bill Lawrence (Regisseur) (* 1968), US-amerikanischer Produzent, Regisseur und Drehbuchautor
- Brenda Lawrence (* 1954), US-amerikanische Politikerin
- Brijesh Lawrence (* 1989), Leichtathlet von St. Kitts und Nevis
- Bruce Lawrence (Bassist) (1926/1927–2015), US-amerikanischer Kontrabassist
- Bruce B. Lawrence (Bruce Bennett Lawrence; * 1941), US-amerikanischer Religionswissenschaftler, Historiker und Hochschullehrer
- Bruno Lawrence (1941–1995), neuseeländischer Musiker und Schauspieler
- Bryan Lawrence (1873–1949), britischer Reiter
- Bryce Lawrence (* 1970), neuseeländischer Rugby-Union-Schiedsrichter

### C
- Carmen Lawrence (* 1948), australische Politikerin
- Carol Lawrence (* 1932), US-amerikanische Schauspielerin
- Carolyn Lawrence (* 1967), US-amerikanische Synchronsprecherin
- Charles R. Lawrence (* 1995), US-amerikanischer Ultramarathonläufer
- Charlie Lawrence (* um 1900; † nach 1970), US-amerikanischer Jazzmusiker
- Charlie Lawrence (* 1995), US-amerikanischer Ultramarathonläufer, siehe Charles R. Lawrence
- Charlotte Lawrence (* 2000), US-amerikanische Sängerin
- Chris Lawrence (Rennfahrer) (1933–2011), britischer Automobilrennfahrer und Rennwagenkonstrukteur
- Chris Lawrence (Spezialeffektkünstler), britischer Filmtechniker
- Chris Lawrence (Eishockeyspieler) (* 1987), kanadischer Eishockeyspieler
- Chris Lawrence (Rugbyspieler) (* 1988), australischer Rugby-League-Spieler
- Chris Lawrence (DJ) (* 1988), britischer und Musikproduzent siehe Chris Lorenzo
- Christopher Lawrence (* 1968), australischer Segler
- Claude Lawrence (* 1944), US-amerikanischer Jazz-Saxofonist
- Climax Lawrence (* 1979), indischer Fußballspieler
- Cornelius Van Wyck Lawrence (1791–1861), US-amerikanischer Politiker
- Cyril Lawrence (1920–2020), englischer Fußballspieler

### D
- D. H. Lawrence (David Herbert Lawrence; 1885–1930), englischer Schriftsteller
- Dan Lawrence (* 1997), englischer Cricketspieler
- David Lawrence (Skirennläufer) (* 1930), US-amerikanischer Skirennläufer
- David Lawrence (Cricketspieler) (1964–2025), englischer Cricketspieler
- David Lawrence (Schauspieler), kanadischer Schauspieler, Drehbuchautor und Produzent
- David Lawrence (Verleger), US-amerikanischer Verleger (1888–1973)
- David Herbert Lawrence (1885–1930), englischer Schriftsteller, siehe D. H. Lawrence
- David Leo Lawrence (1889–1966), Gouverneur von Pennsylvania
- David Nessim Lawrence (* 1960), US-amerikanischer Komponist für Filmmusik
- Debbi Lawrence (* 1961), US-amerikanische Geherin
- Delphi Lawrence (1932–2002), britische Schauspielerin
- DeMarcus Lawrence (* 1992), US-amerikanischer American-Football-Spieler
- Dennis Lawrence (Skilangläufer) (* 1965), kanadischer Skilangläufer
- Dennis Lawrence (* 1974), Fußballspieler aus Trinidad & Tobago
- Dexter Lawrence (* 1997), US-amerikanischer American-Football-Spieler
- Domini Lawrence (* 1925), britische Reiterin
- Don Lawrence (1928–2003), britischer Comiczeichner
- Doreen Lawrence, Baroness Lawrence of Clarendon (* 1952), britische Bürgerrechtlerin und Politikerin (Labour Party)
- Dorothy Lawrence (1896–1964), englische Reporterin
- Doug Lawrence (Saxophonist) (* 1956), US-amerikanischer Jazzmusiker
- Doug Lawrence (Eishockeyspieler) (* 1968), kanadischer Eishockeyspieler
- Doug Lawrence (* 1969), US-amerikanischer Synchronsprecher, siehe Mr. Lawrence

### E
- Eddie Lawrence (Fußballspieler) (1907–??), walisischer Fußballspieler
- Eddie Lawrence (Schauspieler) (geb. Lawrence Eisler; 1919–2014), US-amerikanischer Schauspieler und Komiker
- Edmund Wickham Lawrence (* 1932), Generalgouverneur von St. Kitts und Nevis
- Edward Lawrence (1896–??), kanadischer Leichtathlet
- Effingham Lawrence (1820–1878), US-amerikanischer Politiker
- Elisha Lawrence (1746–1799), US-amerikanischer Politiker
- Elliot Lawrence (1925–2021), US-amerikanischer Jazzpianist
- Emmeline Pethick-Lawrence (1867–1954), britische Frauenrechtlerin
- Ernest Lawrence (1901–1958), US-amerikanischer Atomphysiker
- Esmie Lawrence (* 1961), kanadische Leichtathletin
- Eugene Lawrence (* 1986), US-amerikanischer Basketballspieler

### F
- Fenda Lawrence (* vor 1750–nach 1772), westafrikanische Sklavenhändlerin
- Florence Lawrence (1886–1938), kanadische Schauspielerin
- Francis Lawrence (* 1971), US-amerikanischer Regisseur
- Fred Lawrence (vor 1927–nach 1947), englischer Snookerspieler
- Frederick Pethick-Lawrence, 1. Baron Pethick-Lawrence (1871–1961), britischer Politiker
- Friedrich August von Lawrence (1761–1810), deutscher Offizier und Kartograf

### G
- Geoffrey Lawrence, 1. Baron Oaksey (1880–1971), britischer Richter
- George Lawrence (Gärtner), britischer Gärtner
- George Alfred Lawrence (1827–1876), britischer Schriftsteller
- George Newbold Lawrence (1806–1895), US-amerikanischer Geschäftsmann und Ornithologe
- George P. Lawrence (1859–1917), US-amerikanischer Politiker
- George R. Lawrence (1868–1938), US-amerikanischer Fotograf
- George Van Eman Lawrence (1818–1904), US-amerikanischer Politiker
- Gertrude Lawrence (1898–1952), britisch-dänische Schauspielerin

### H
- Henry Lawrence (Fußballspieler) (Henry Michael Lawrence; * 2001), englischer Fußballspieler
- Henry F. Lawrence (1868–1950), US-amerikanischer Politiker
- Henry L. Lawrence (1908–1990), britischer Schriftsteller
- Henry Montgomery Lawrence (1806–1857), britischer General
- Holly Lawrence (* 1990), englische Triathletin

### J
- Jack Lawrence (Songwriter) (1912–2009), US-amerikanischer Songwriter und Filmkomponist
- Jack Lawrence (Bassist), US-amerikanischer Bassist
- Jacob Lawrence (1917–2000), US-amerikanischer Maler
- Jacqueline Lawrence (* 1982), australische Kanutin
- Jaicko Lawrence (* 1991), barbadischer Sänger und Songwriter
- James Lawrence (Marineoffizier) (1781–1813), US-amerikanischer Marineoffizier
- James Lawrence (Jurist) (1851–1914), US-amerikanischer Jurist und Politiker
- James Lawrence (Ruderer) (1907–1995), US-amerikanischer Ruderer
- James Lawrence (Fußballspieler) (* 1992), walisischer Fußballspieler
- James Henry Lawrence (1773–1840), britischer Autor
- Jamie Lawrence (Fußballspieler, 1970) (James Hubert Lawrence; * 1970), englisch-jamaikanischer Fußballspieler
- Jamie Lawrence (Fußballspieler, 1992) (James Alexander Lawrence; * 1992), englisch-walisischer Fußballspieler
- Jamie Lawrence (Fußballspieler, 2002) (* 2002), deutscher Fußballspieler
- Jamie Lawrence (Dartspieler) (* 1987), niederländischer Dartspieler
- Jamie Lawrence (Eishockeyspieler) (* 1992), neuseeländischer Eishockeyspieler
- Janice Lawrence (* 1962), US-amerikanische Basketballspielerin
- Jelanie Lawrence (* 1983), anguillanischer Fußballtorhüter
- Jennifer Lawrence (* 1990), US-amerikanische Schauspielerin
- Jimmy Lawrence (1879–1934), schottischer Fußballspieler und -trainer
- Joey Lawrence (Joseph Lawrence Mignogna Jr.; * 1976), US-amerikanischer Schauspieler und Sänger
- John Lawrence (Politiker, 1618) (1618–1699), britischer Kolonialpolitiker, Bürgermeister von New York
- John Lawrence (Politiker, 1724) (1724–1799), amerikanischer Politiker, Bürgermeister von Philadelphia
- John Lawrence (Schauspieler) (1931–1992), US-amerikanischer Schauspieler
- John Lawrence (Rennfahrer) (1921–1998), britischer Rennfahrer
- John Lawrence (Musiker), walisischer Musiker
- John Lawrence, 1. Baron Lawrence (1811–1879), irischer Adliger und britischer Staatsmann
- John Lawrence, 2. Baron Oaksey (1929–2012), britischer Jockey und Journalist
- John H. Lawrence (1904–1991), US-amerikanischer Physiker und Mediziner
- John W. Lawrence (1800–1888), US-amerikanischer Politiker
- Jordan Lawrence-Gabriel (* 1998), englischer Fußballspieler
- Joseph Lawrence (Politiker, 1786) (1786–1842), US-amerikanischer Politiker (Pennsylvania)
- Joseph Lawrence (Politiker, 1848) (1848–1919), britischer Politiker
- Josh Lawrence (Eishockeyspieler) (* 2002), kanadischer Eishockeyspieler
- Josh Lawrence (Jazzmusiker) (* 1982), US-amerikanischer Jazzmusiker
- Judith Ann Lawrence (auch: J. A. Lawrence; * 1940), US-amerikanische SF-Illustratorin und -Autorin

### K
- Kemar Lawrence (* 1992), jamaikanischer Fußballspieler
- Ken Leavitt-Lawrence, US-amerikanischer Webentwickler und Rapper, siehe MC Hawking
- Kenneth Lawrence (* 1964), US-amerikanischer Astronom

### L
- Laurie Lawrence (* 1941), australischer Schwimmtrainer
- Liam Lawrence (* 1981), irischer Fußballspieler
- Lily Niber Lawrence (* 1997), ghanaische Fußballspielerin

### M
- Marc Lawrence (1910–2005), US-amerikanischer Schauspieler
- Marc Lawrence (Drehbuchautor) (* 1959), US-amerikanischer Drehbuchautor
- Maria Lawrence (* 1970), britische Radrennfahrerin
- Marjorie Lawrence (1907–1979), australische Opernsängerin
- Mark Lawrence (Dartspieler) (* 1964), englischer Dartspieler
- Mark Lawrence (Schiedsrichter) (* 1965), südafrikanischer Rugby-Union-Schiedsrichter
- Mark Lawrence (Autor) (* 1966), britischer Schriftsteller
- Mark Lawrence (Eishockeyspieler) (* 1972), kanadischer Eishockeyspieler
- Mark Christopher Lawrence (* 1964), US-amerikanischer Schauspieler, Comedian und Synchronsprecher
- Mark G. Lawrence (* 1969), US-amerikanischer Meteorologe

- Martin Lawrence (* 1965), US-amerikanischer Schauspieler
- Mary Wells Lawrence (1928–2024), US-amerikanische Unternehmerin der Werbebranche
- Matthew Lawrence (* 1980), US-amerikanischer Schauspieler
- Maya Lawrence (* 1980), US-amerikanische Fechterin
- Mel Lawrence (Produzent) (1935–2016), US-amerikanischer Filmproduzent und Musikfestival-Veranstalter
- Mel Lawrence (Leichtathletin) (* 1989), US-amerikanische Leichtathletin
- Mike Lawrence (1945–1983), US-amerikanischer Fusion- und Jazzmusiker

### N
- Nathaniel Lawrence (1761–1797), US-amerikanischer Jurist und Politiker

### O
- Ollie Lawrence (* 1999), englischer Rugby-Union-Spieler
- Otev Lawrence (* 1996), lucianischer Fußballspieler

### P
- Patrick Lawrence, 5. Baron Trevethin (* 1960), britischer Peer und Politiker, Mitglied des House of Lords
- Paul Lawrence (Snookerspieler), englischer Snookerspieler
- Paul Lawrence, eigentlicher Name von The Enigma, US-amerikanischer Musiker und Performance-Künstler
- Paul R. Lawrence (1922–2011), US-amerikanischer Managementforscher und Pionier des Organizational Behaviors
- Penelope Lawrence (1856–1932), englisch-britische Schulgründerin und Schulleiterin
- Peter Lawrence (Anthropologe) (1921–1987), australischer Anthropologe britischer Herkunft
- Peter Anthony Lawrence (* 1941), britischer Entwicklungsbiologe
- Peter Lee Lawrence (1944–1974), deutscher Schauspieler
- Philip Lawrence (Segler) (* 1945), britischer Segler
- Philip Lawrence (Sportschütze) (* 1955), britischer Sportschütze
- Philip Lawrence (Musiker) (* 1974), US-amerikanischer Musiker

### R
- Radcliffe Lawrence (* 1949), jamaikanischer Radrennfahrer
- Reginald Lawrence (Drehbuchautor) (1900–1967), US-amerikanischer Drehbuchautor
- Reginald Frederick Lawrence (1897–1987), südafrikanischer Zoologe
- Reginald James Lawrence (1914–2002), nordirischer Politikwissenschaftler
- Reina Lawrence (1860–1940), britische Anwältin und Politikerin
- Richard Lawrence (Attentäter) (um 1800–1861), US-amerikanischer Präsidenten-Attentäter
- Richard Lawrence (Bobfahrer) (Richard Webster Lawrence; 1906–1974), US-amerikanischer Bobfahrer
- Richard Lawrence (Szenenbildner) (Richard James Lawrence), Szenenbildner und Artdirector
- Richard D. Lawrence (1930–2016), US-amerikanischer Offizier, Generalleutnant der US-Army

- Richard D. Lawrence (1930–2016), US-amerikanischer Generalleutnant
- Robert Lawrence (Märtyrer) († 4. Mai 1535), englischer Märtyrer
- Robert Lawrence (Filmeditor) (1913–2004), kanadischer Filmeditor
- Robert Lawrence (Filmproduzent) (* 1952), amerikanischer Filmproduzent
- Robert Lawrence (Shorttracker) (* 1990), amerikanischer Shorttrack-Läufer
- Robert Daniel Lawrence (1892–1968), britischer Arzt
- Robert Henry Lawrence Jr. (1935–1967), amerikanischer Pilot und Astronaut
- Robert Morgan Lawrence, amerikanischer Sexualwissenschaftler
- Rohn Lawrence (≈1960–2021), US-amerikanischer Jazzgitarrist
- Rolland Lawrence (* 1951), US-amerikanischer Footballspieler
- Rosina Lawrence (1912–1997), US-amerikanische Filmschauspielerin
- Ruth Lawrence (* 1971), britische Mathematikerin

### S
- Sam Lawrence († 2013), jamaikanischer Politiker
- Samuel Lawrence (Revolutionär) (1754–1827), US-amerikanischer Revolutionär
- Samuel Lawrence (Politiker, 1773) (1773–1837), US-amerikanischer Jurist und Politiker
- Samuel Lawrence (Politiker, 1879) (1879–1959), kanadischer Politiker
- Samuel Hill Lawrence (1831–1868), irischer Offizier
- Scott Lawrence (* 1963), US-amerikanischer Schauspieler
- Seymour Lawrence (1926–1994), US-amerikanischer Verleger
- Shadae Lawrence (* 1995), jamaikanische Leichtathletin
- Sharon Lawrence (* 1961), US-amerikanische Schauspielerin
- Sheldon Lawrence (* 1981), Fußballspieler für St. Kitts und Nevis
- Sheldon Aitana Lawrence (* 1981), jamaikanischer Dancehall-Deejay, siehe Aidonia (Musiker)
- Sherry Lawrence (* 1984), kanadische Skirennläuferin
- Sid Lawrence (1909–??), walisischer Fußballspieler
- Sidney Lawrence (1801–1892), US-amerikanischer Politiker
- Sonia Lawrence (* 1980), britische Turnerin
- Stephen Lawrence (1974–1993), britischer Student und Mordopfer
- Stephen Lawrence (Komponist) (1939–2021), US-amerikanischer Komponist
- Steve Lawrence (1935–2024), US-amerikanischer Popsänger, Entertainer und Schauspieler
- Steve Lawrence (Radsportler) (* 1955), britischer Radrennfahrer
- Susan Lawrence (1871–1947), englisch-britische Politikerin und Labour-Abgeordnete im House of Commons

### T
- T. E. Lawrence (Lawrence von Arabien; 1888–1935), britischer Archäologe, Geheimagent und Schriftsteller
- Tayna Lawrence (* 1975), jamaikanische Leichtathletin
- Thomas Lawrence (Gouverneur) (um 1645–1714), englischer Kolonialgouverneur der Province of Maryland
- Thomas Lawrence (Politiker, 1689) (1689–1754), amerikanischer Politiker, Bürgermeister von Philadelphia
- Thomas Lawrence (Politiker, II), amerikanischer Politiker, Bürgermeister von Philadelphia
- Thomas Lawrence (1769–1830), britischer Maler
- Thomas Lawrence (Hockeyspieler), malaysischer Hockeyspieler
- Thomas Lawrence (Mediziner) (1711–1783), irisch-britischer Mediziner
- Thomas Edward Lawrence (1888–1935), britischer Archäologe, Geheimagent und Schriftsteller, siehe T. E. Lawrence
- Thompson Lawrence (1889–1961), US-amerikanischer Heeresoffizier
- Tom Lawrence (* 1994), walisischer Fußballspieler
- Tommy Lawrence (1940–2018), schottischer Fußballtorhüter
- Tony Lawrence (* 1947), kanadischer Fußballspieler
- Tracy Lawrence (* 1968), US-amerikanischer Countrysänger
- Trevor Lawrence (* 1999), US-amerikanischer American-Football-Spieler

### V
- Val Lawrence (* 1936), australische Kugelstoßerin und Diskuswerferin
- Vicki Lawrence (* 1949), US-amerikanische Schauspielerin, Sängerin und Moderatorin
- Viola Lawrence (geb. Viola Mallory; 1894–1973), US-amerikanische Filmeditorin

### W
- Wayne Lawrence (* 1974), westindischer in den USA lebender Dokumentarfotograf
- Wendell Lawrence (* 1967), bahamaischer Leichtathlet
- Wendy Barrien Lawrence (* 1959), US-amerikanische Astronautin
- Werner Löcher-Lawrence (* 1956), deutscher Übersetzer
- William Lawrence, 1. Baronet (1783–1867), britischer Mediziner
- William Lawrence (Politiker, 1814) (1814–1895), US-amerikanischer Politiker
- William Lawrence (Politiker, 1818) (1818–1897), englischer Politiker
- William Lawrence (Politiker, 1819) (1819–1899), US-amerikanischer Politiker
- William Lawrence (Bischof) (1850–1941), US-amerikanischer Geistlicher, Bischof der Episkopalkirche
- William Lawrence (Pianist) (1895–1981), US-amerikanischer Pianist, Sänger und Musikpädagoge
- William Lawrence (Politiker, 1906) (1906–2004), australischer Politiker
- William Appleton Lawrence (1889–1968), US-amerikanischer Geistlicher, Bischof der Episkopalkirche
- William Beach Lawrence (1800–1881), US-amerikanischer Jurist und Politiker
- William Van Duzer Lawrence (1842–1927), US-amerikanischer Unternehmer
- William P. Lawrence (1930–2005), US-amerikanischer Vizeadmiral der US Navy
- William T. Lawrence (1788–1859), US-amerikanischer Politiker
- Woody Lawrence (Woodrow Lawrence; * 1966), dominicanischer Schwimmer

### Z
- Zack Lawrence (* 1945), britischer Komponist, siehe Mr. Bloe